# Zračna luka Banja Luka
Zračna luka Banja Luka je zračna luka u Bosni i Hercegovini udaljena 23 km od grada Banje Luke. Uz sarajevsku i tuzlansku, najveća je zračna luka u Bosni i Hercegovini. Nalazi se u Mahovljanima pa se stoga naziva i Aerodrom Mahovljani. 

## Povijest
Izgradnja zračne luke započela je 1976. godine. Izgrađena je za kapacitete koji su bili potrebni za zračno povezivanje teritorija bivše Jugoslavije.
90-ih godina 20. stoljeća dolazi do raspada SFRJ, te dolazi i do rata u BiH, koji završava potpisivanjem Daytonskog sporazuma. Time je osnovan entitet Republika Srpska, s Banjom Lukom kao upravnim središtem. Time je porasla važnost ove zračne luke. 18. studenog 1997. zračna luka je otvorena za civilni promet.
Od 1999. do  2003. zračna luka je bila glavno čvorište tadašnje tvrtke Air Srpska, koja je bila službena zrakoplovna kompanija Republike Srpske. Tvrtku je osnovao Jat Airways i Vlada Republike Srpske. Zbog prevelikih dugova i povlačenja Jat Airwaysa iz partnerstva 2003. tvrtka prestaje s radom. Tvrtka Sky Srpska, koja svoje glavno čvorište ima u ovoj zračnoj luci, osnovana je 2007.
Zračna luka se nalazi u Mahovljanima, kraj Laktaša. Nalazi se pored autoceste između Banje Luke i Gradiške, a planirano je da zračna luka bude povezana i s autocestom između istih mjesta, koja se planira izgraditi za nekoliko godina.

## Povezivost
Tijekom godina postojali su letovi iz zračne luke prema Beču, Beogradu, Zürichu i Tivtu, zahvaljujući kompaniji Air Srpska.
Zračna luka je danas jedno od čvorišta tvrtke B&H Airlines, koja nudi direktne letove prema Sarajevu i Zürichu, zajedno s čarter letovima prema Antalyi tijekom ljeta. Zračna luka postaje sve zanimljivija stranim zrakoplovnim kompanijama, kao što su: Ryanair, easyJet, Wizz Air i Austrian Airlines. Od 9. studenoga 2007. srbijanski Jat Airways, ponovno je uspostavio liniju iz Beograda prema Banjoj Luci.

## Kompanije i destinacije
- Air Serbia (Beograd)
- Freebird Airlines (Antalija) (Sezonski letovi tijekom ljeta)
- Ryanair (Berlin, Bruxelles, Memingen, Stockholm)[2]
- Air Montenegro (Podgorica, Tivat )

## Statistika prometa[1]
| Godina | Putnika | Tereta (t) |
| ------ | ------- | ---------- |
| 2011.  | 8.367   | 0,0        |
| 2012.  | 6.420   | 0,0        |
| 2013.  | 8.837   | 0,0        |

## Vanjske poveznice
- Službene stranice